# Gynoplistia (Gynoplistia) krangalang
Gynoplistia (Gynoplistia) krangalang is een tweevleugelige uit de familie steltmuggen (Limoniidae). De soort komt voor in het Australaziatisch gebied.